# Cristian Zaharia
Cristian Valentin Zaharia, né le 8 juillet 1967 à Bucarest, est un ancien joueur roumain de handball devenu entraîneur. Il est marié à la nageuse Noemi Lung.

## Palmarès de joueur

### En équipe nationale
- Médaille de bronze au Championnat du monde 1990,  Tchécoslovaquie

### En club
Compétitions nationales
- Vainqueur du Championnat de Roumanie (1) : 1986
- Vainqueur de la Coupe de Roumanie (1) : 1988
- Vainqueur du Championnat de Suède (1) : 1991
- Vainqueur du Championnat de France de D2 (1) : 1994

Compétitions internationales
- Demi-Finaliste de la Coupe d'Europe des vainqueurs de coupe en 1989

## Palmarès d'entraîneur
- Médaille de bronze aux Jeux panaméricains de 2003,  République dominicaine[1]